# Ptilichthys
Ptilichthys is een monotypisch geslacht van straalvinnige vissen uit de familie van de quilvissen (Ptilichthyidae).

## Soort
- Ptilichthys goodei Bean, 1881